# 앤드마크
앤드마크는 대한민국의 연예기획사다.

## 소속 배우

### 남성
- 강태주
- 하도권
- 홍석 (펜타곤 멤버)
- 한준우

### 여성
- 전종서
- 윤이재
- 김현수
- 이주빈
- 신시아
- 진서연
- 한재이
- 김소진
- 유유진
- 강해림